# Jane-Ling Wang
Pour les articles homonymes, voir Wang (patronyme).
Jane-Ling Wang est une statisticienne taïwanaise et américaine, professeure émérite de statistiques à l'université de Californie à Davis, spécialiste de la réduction des dimensions, de l'analyse fonctionnelle des données (en) et du vieillissement.

## Éducation et carrière
Jane-Ling  Wang obtient son diplôme de mathématiques à l'université nationale de Taïwan puis elle prépare son doctorat en 1982 à l'université de Californie à Berkeley, où elle soutient en 1982 une thèse intitulée Asymptotically Minimax Estimators for Distributions with Increasing Failure Rate, dirigée par Lucien Le Cam,. 
Elle est professeure assistante à l'université de l'Iowa, au sein du département de statistiques et de sciences actuaires de 1982 à 1984, puis elle rejoint l'université de Californie à Davis en 1994 d'abord comme professeure assistante, de 1984 à 1993, à l'exception d'une année qu'elle passe à la Wharton School en 1987-1988. Elle est promue professeure à Davis en 1993 et dirige le département de statistique de Davis de 1999 à 2003 et est nommée directrice du laboratoire de statistiques en 2007. Elle est depuis professeure émérite.
Elle est membre du comité éditorial de la revue Biometrika.

## Récompenses et honneurs
Wang est membre élue de l'Association américaine pour l'avancement des sciences, de la Société américaine de statistique et de l'Institut de statistique mathématique. Elle a reçu le prix du service exceptionnel de l'Association internationale de statistique chinoise en 2010. Elle est la lauréate 2016 du prix de chercheur senior Gottfried E. Noether décerné par la Société américaine de statistique.

## Publications
- (en) Xihong Lin, Christian Genest, David L. Banks, Geert Molenberghs, David W. Scott et Jane-Ling Wang, Past, Present, and Future of Statistical Science, CRC Press, 2014, 79, 223 (ISBN 9781482204988).